# Nederlandse kampioenschappen marathonschaatsen op natuurijs 2012
De Nederlandse kampioenschappen marathonschaatsen op natuurijs 2012 werden op woensdag 8 februari 2012 verreden op de Grote Rietplas in het Drentse Emmen bij bungalowpark Sandur. Het parcours ging over meerdere ronden van 6 kilometer.
Yvonne Spigt won de vrouwenwedstrijd, die 70 kilometer lang was. Rixt Meijer werd tweede. De rit voor de mannen over 100 kilometer werd gewonnen door Jorrit Bergsma, voor Simon Schouten. Er waren 105 rijders gestart, maar na 80 kilometer waren er nog maar 33 over.

## Uitslagen
| Plaats | Naam            | Opmerkingen |
| ------ | --------------- | ----------- |
| 1      | Jorrit Bergsma  |             |
| 2      | Simon Schouten  |             |
| 3      | Rick Smit       |             |
| 4      | Jochem Uithoven |             |
| 5      | Jouke Hoogeveen |             |

| Plaats | Naam            | Opmerkingen |
| ------ | --------------- | ----------- |
| 1      | Yvonne Spigt    |             |
| 2      | Rixt Meijer     |             |
| 3      | Carla Zielman   |             |
| 4      | Mariska Huisman |             |
| 5      | Andrea Sikkema  |             |